# Medal imienia Alfreda Lityńskiego
Medal imienia Alfreda Lityńskiego – polska nagroda naukowa przyznawana przez Polskie Towarzystwo Hydrobiologiczne za wybitne osiągnięcia naukowe, organizacyjne lub popularyzatorskie w dziedzinie hydrobiologii polskim i zagranicznym osobom fizycznym, instytucjom lub stowarzyszeniom, w liczbie nie więcej niż cztery w kadencji. Jest również przyznawany automatycznie z przyznaniem członkostwa honorowego PTH. Nagroda w formie kwadratowego medalu z brązu o boku 80mm przedstawiająca na awersie podobiznę Alfreda Lityńskiego z zapisem „Alfred Lityński, 1880-1941”, a na rewersie „Polskie Towarzystwo Hydrobiologiczne” i „PRO MERITIS”.

## Lista laureatów[2]
- Gabriel Brzęk
- Zdzisław Kajak
- Anna Hillbricht-Ilkowska
- Ewa Pieczyńska
- Bazyli Czeczuga
- Kazimierz Siudziński
- Stacja Hydrobiologiczna w Mikołajkach
- Stanisław Radwan
- Jan Marian Włodek
- Anna Stańczykowska-Piotrowska
- Janina Warpechowska
- Zbigniew Maciej Gliwicz
- Eligiusz Pieczyński
- Marek Kraska
- Andrzej Kownacki
- Jan Igor Rybak
- Andrzej Giziński
- Andrzej Prejs
- Jadwiga Siemińska
- Krzysztof Jażdżewski
- Barbara Kawecka
- Marcin Pliński
- Bogusław Zdanowski
- Maciej Zalewski
- Elżbieta Dumnicka
- Ryszard Kornijów